# Acid tolfenamic
Acidul tolfenamic este un antiinflamator nesteroidian din clasa fenamaților, utilizat ca antiinflamator, analgezic și antipiretic. Printre principalele indicații se numără: tratamentul simptomatic al durerilor asociate migrenei. Calea de administrare disponibilă este orală.